# Índice solar
O Índice Solar de radiofrequência é obtido através de monitoramento das emissões solares, deste de obtém dois parâmetros conhecidos como índice Boulder A e  índice Boulder K, ou Índice solar A e Índice solar K, também nominados Índice A e Índice K.

## Emissão solar e fluxo solar
Quando o Sol emite suas partículas altamente energizadas para o espaço, também emana energia irradiada em todos os comprimentos de onda, esta é proporcional e flutua de acordo com o número de manchas solares. As variações ocorrem conforme a hora do dia, época do ano e posição da Terra.
Os principais eventos que geram as emissões das irradiações solares são chamados de Solar Flares ou  dilatação solar e Solar Holes ou buracos solares, esses fenômenos emitem alta quantidade de energia de prótons e raios-X, causando assim um aumento significativo na velocidade do chamado vento solar.

## Prótons, Raios-X e Radiação Ultravioleta
Os prótons provindos do Sol, ao atingir a magnetosfera geram um fenômeno chamado coroa polar, aumentam a quantidade de absorção de ondas de rádio e energia eletromagnética em altas latitudes.
Os raios-x chegam muitas vezes a causar black-out nas comunicações via ionosfera, inclusive interferindo nas atividades eletromagnéticas e eletroeletrônicas dos satélites de comunicações em órbita e outros equipamentos utilizados em grandes altitudes.
Os fenômenos solares causam o fechamento de propagação de radiofrequência em todas as bandas de comunicações, alteram o nível de ruído térmico em altas frequências no lado diurno da Terra devido aumento da absorção na região D.
A radiação ultravioleta emanada do Sol causa diversas alterações fotoquímicas nas altas camadas da atmosfera, notadamente na ionosfera, entre outras ocorrências de grande importância.

## Observações do fluxo solar para obtenção dos índices A e K
A observação do fluxo solar interessante para a obtenção dos índices A e K se dá na na faixa de 10,7 cm (2,8 GHz) e é a medida da radiação térmica do Sol.

### Índice A
O índice A é a média quantitativa da atividade geomagnética, sua escala é linear ficando entre 0 e 400. É tomado durante 24 horas do dia e é derivado do índice K cujas medições se dão a cada 3 horas.

### Índice K
O índice K não é linear, sua escala é logarítmica e vai de 0 a 9, suas medidas magnetométricas são tomadas a cada 3 horas, e são a comparação do campo geomagnético orientado e sua intensidade máxima contrapondo com as condições geomagnéticas menos ruidosas, ou comumente chamadas de condições calmas.

## Atividades geomagnéticas
A atividade geomagnética é proporcional às condições solares, isto é, depende do nível de tempestades solares, emissões de raios–X, Flares, etc, que geram ao atingir a ionosfera, efeitos diversos de propagação das ondas de rádio na atmosfera superior terrestre. Influindo consequentemente na ionização nas camadas D, E, E Esporádica, F1 e F2, alterando inclusive as condições eletromagnéticas do globo, podendo gerar inclusive grandes tempestades eletromagnéticas.

## Magnetômetros e as medidas paramétricas
Dentre muitos instrumentos utilizados para medição das condições magnetosféricas, destacam-se os Magnetômetros. Estes estão instalados em diversos observatórios, cujos dados após compilados geram o Índice Planetário K, cujas alterações são bastante perceptíveis.
Usualmente, para um índice K abaixo 5, ainda existe absorção das ondas de radio nas camadas altas (F1, F2). Pode-se observar uma melhora sensível nas condições magnetosféricas abaixo de 3 cujas condições são consideradas boas e estáveis.
De um modo geral, devida escala logarítmica, a cada ponto do índice K, observam-se diferenças nas condições eletromagnéticas da ionosfera e da atmosfera terrestre.

### A classificação do índice A
A 0 - A7 = Quieto
A8 - A15 = Incerto
A16 - A29 = Ativo
A30 - A49 = Tempestade menor
A50 - A99 = Tempestade maior
A100 – A400 = Tempestade severa

### A classificação do índice K
K0 = Inativo
K1 = Muito quieto
K2 = Quieto
K3 = Incerto
K4 = Ativo
K5 = Tempestade menor
K6 = Tempestade maior
K7 = Tempestade severa
K8 = Tempestade muito severa
K9 = Tempestade extremamente severa
- Geralmente em altas latitudes são encontrados valores maiores.
- Quando os valores dos índices A e K estão altos, existe instabilidade geomagnética que tende a ser maior nas regiões polares.